# مارك جانسين
مارك جانسين (بالهولندية: Mark Janssen)‏ (و. 1992  م) هو لاعب كرة قدم، من مملكة هولندا، ولد في آيندهوفن، يلعب كمهاجم.

## روابط خارجية
- مارك جانسين على موقع قاعدة بيانات كرة القدم.إي يو (الإنجليزية)
- مارك جانسين على موقع Soccerway.com (الإنجليزية)